# Lepidocephalichthys berdmorei
Lepidocephalichthys berdmorei es una especie de peces de la familia Cobitidae en el orden de los Cypriniformes.

## Morfología
• Los machos pueden llegar alcanzar los 8 cm de longitud total.

## Hábitat
Vive en zonas de clima tropical.

## Distribución geográfica
Se encuentra en la India (Meghalaya), China, Birmania,  Bangladés  y Tailandia  (incluyendo los ríos Salween, Chao Phraya, Mekong y Meklong).